# Сысоев, Игорь Владимирович (программист)
Игорь Владимирович Сысо́ев (род. 1970, Алма-Ата) — российский программист, создатель веб-сервера nginx, сооснователь и технический директор компании Nginx до 18 января 2022 года.
Вырос в Алма-Ате, затем переехал в Москву, где в 1994 году окончил МГТУ имени Баумана. Работал ведущим системным администратором в компании Rambler с конца 2000 года. В это же время создал высокопроизводительный веб-сервер nginx, со временем ставший самым распространённым веб-сервером в мире. В 2011 году стал сооснователем компании Nginx, нацеленной на коммерциализацию продукта. В 2019 году компания Nginx поглощена корпорацией F5 Networks за $670 млн.
В декабре 2019 года в России по заявлению компании, получившей права на предъявление претензий и исков от Rambler, возбуждено уголовное дело о нарушении авторских прав. По мнению заявителей, в составе кодов nginx содержится служебное произведение, исключительные права на которое принадлежат Rambler, и использование этих кодов без согласия владельца привело к ущербу в размере 51,4 млн рублей (на 2011 год). В результате в московском офисе Nginx и в доме у Сысоева в Москве проведены обыски. В июне 2020 уголовное дело было прекращено.
18 января 2022 года было объявлено, что Игорь Сысоев решил покинуть Nginx и F5, чтобы «проводить больше времени с друзьями и семьёй и заниматься личными проектами».

### Видеозаписи выступлений
- «Мастер-класс Игоря Сысоева „nginx: продукт и компания“» — открытая лекция в рамках проекта Технопарк МГТУ им. Н. Э. Баумана и Mail.Ru Group (18 марта 2015)
- «Масштабируемая конфигурация nginx» — доклад на конференции HighLoad++ 2014 (1 ноября 2014)
- «Масштабируемая конфигурация nginx» — доклад на конференции Yet another Conference 2014 (30 октября 2014)
- «Сравнительный анализ архитектур серверных интернет-приложений для высоких нагрузок» — открытая лекция в рамках курса «Информационная безопасность и сети ЭВМ» ЛВК АСВК ВМК МГУ (3 ноября 2011)